# Borgmästar' Munthe

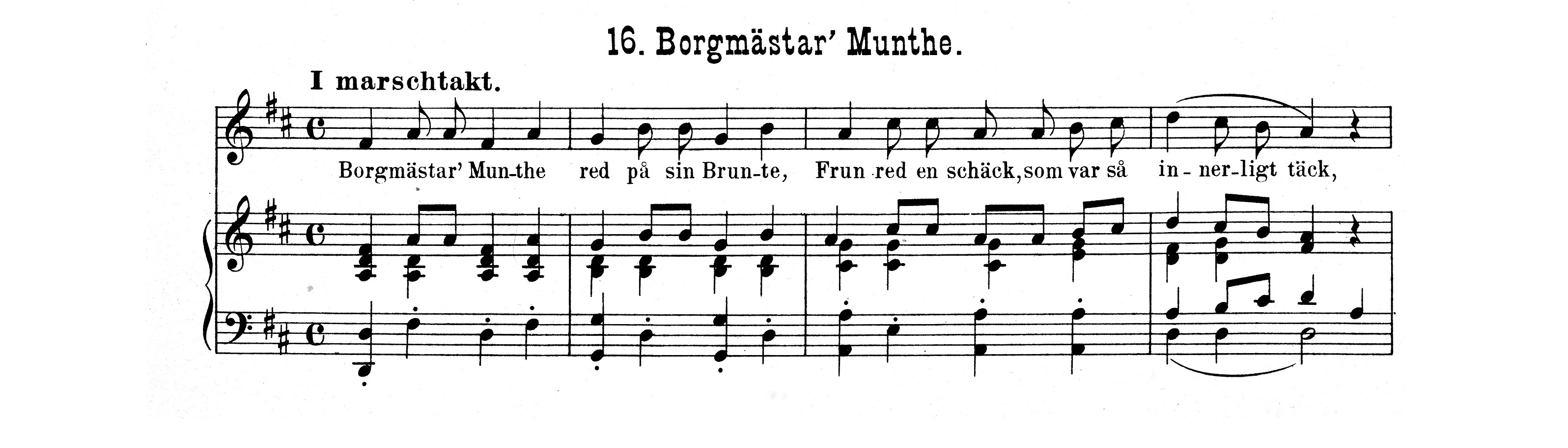
De fyra första takterna av Tegnérs "Borgmästar' Munthe" ur "Sjung med oss, Mamma!, första häftet, 1892.

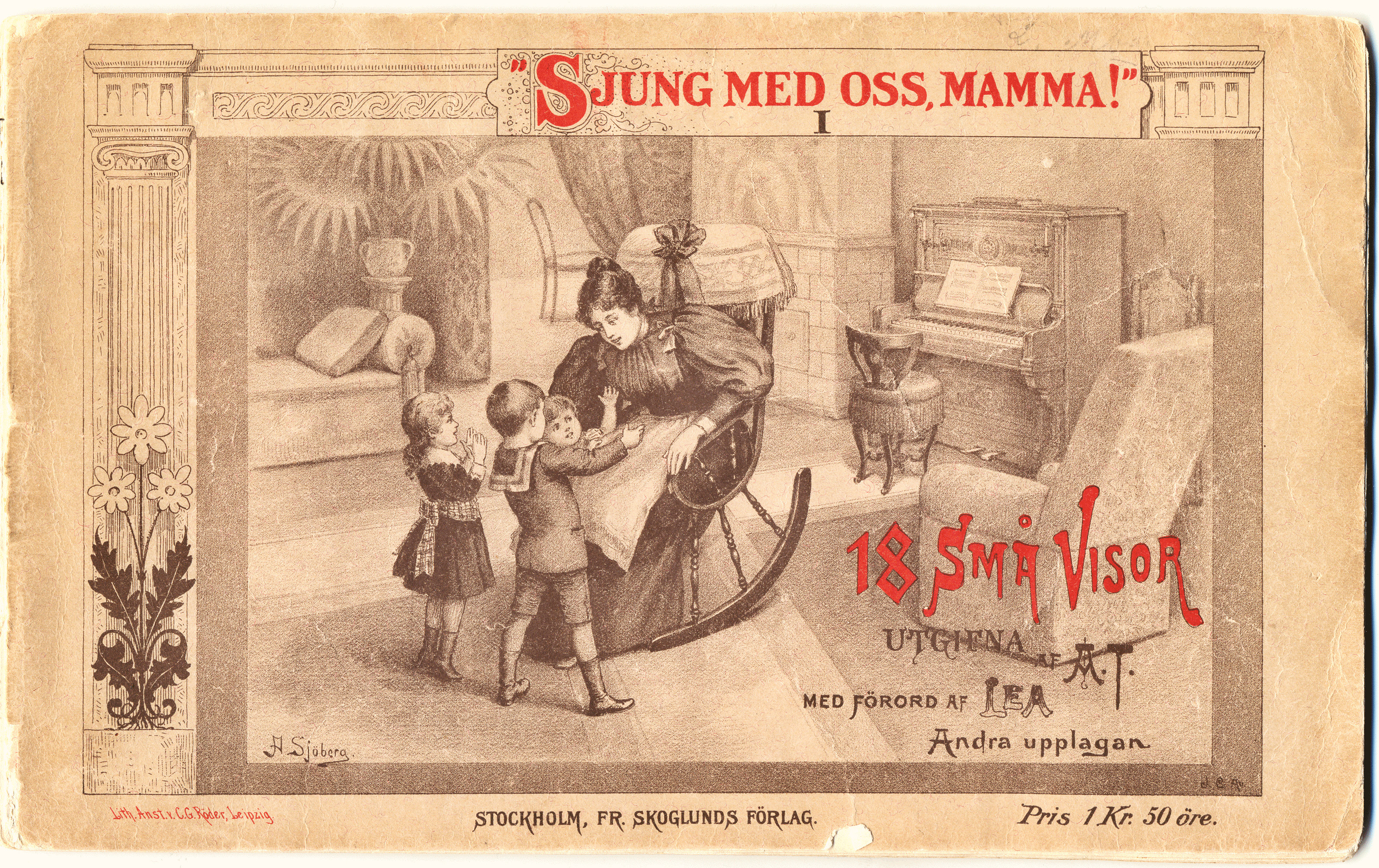
Framsida till "Sjung med oss, Mamma!", första häftet.

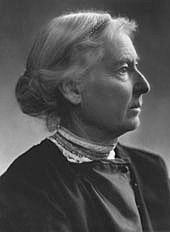
Ottilia Adelborg

Borgmästar' Munthe är ett svenskt barnrim som blivit känt genom Alice Tegnérs bearbetning och tonsättning.

## Adelborg
Den första kända publiceringen gjordes i Ottilia Adelborgs Ängsblommor 1890 där texten lyder:
Borgmästar Munthe,

han red på sin Brunte.

Frun hon red en skäck,

som var så innerligt täck.

Efter kom "Stolle",

han red på sin Pålle,

och sist en sockenprest,

uppå en halter häst.

Men unga herr Karl,

han hade ingen sa'l*)

Han måste åka efter i schäsen.
*) sadel

## Tegnér
År 1892 publicerade Alice Tegnér sin version i det första häftet Sjung med oss, Mamma!. Där hade hon bearbetat texten och gett den en egen melodi. I samma häfte fanns ytterligare tre texter, bland annat "Bä, bä, vita lamm", som var hämtade från Adelborgs samling. Tegnérs version lyder:
Borgmästar' Munthe

red på sin Brunte,

Frun red en schäck,

som var så innerligt täck,

Efter kom Stolle,

han red på sin Pålle,

Sist kom en prest

på en halter häst.

Men unga herr Karl,

han hade ingen sa'l,

han måste åka efter i schäsen,

Men unga herr Karl,

han hade ingen sa'l,

han måste åka efter i schäsen.

## Vem var Munthe?
Adelborgs Ängsblommor kom bara ut i en upplaga men Tegnérs text spreds snabbt. Första häftet av Sjung med oss, mamma! gavs ut i många upplagor. Som sånglek "närmast för barn" publicerades den 1915 i andra delen av Otto Hellgrens Sånglekar från Nääs. Dessutom publicerades den i den berömda utgåvan med Tegnérvisor från 1922 som illustrerades av Elsa Beskow och har titeln Borgmästar Munte. I båda dessa utgåvor heter borgmästaren Munte – utan "h", men både Adelborg och Tegnér skrev namnet "Munthe". Barnlitteraturforskaren Göte Klingberg menar att det faktum att borgmästaren bär det välkända släktnamnet Munthe kan tyda på att texten en gång haft en funktion i vuxenvärlden och att borgmästaren varit en verklig historisk person.
Två medlemmar av släkten Munthe har utpekats som borgmästaren, dels Johan Lorentz, borgmästare i Eksjö mellan 1756 och 1785, dels hans yngre kusin Carl Magnus (1750–1809), borgmästare i Växjö, och därefter i Karlshamn mellan 1792 och 1809. Båda dessa hade söner som hette Karl som skulle kunna vara den sadellöse unge herrn, Johan Lorentz son Carl Christopher (1772–1839) och Carl Magnus son Carl Fredrik (1794–1851).
Några egentliga belägg för att någondera av de båda borgmästarna skulle varit visans borgmästare finns, enligt Klingberg, egentligen inte, snarare rör det sig om "moderna sägner", men han menar vidare att även sägner kan "ha en kärna av historisk sanning". Vad som talar för Eksjöborgmästaren är att han nämns av flera författare som tillhör släkten Munthe och i böcker som skrivits om Johan Lorenz sonsons son Axel Munthe. Där antyds att det inom familjen förekommit en "nidvisa", vilket även bekräftas i brev från Malcolm Munthe som berättar att han från sin farbror Arnold Munthe hört om en "nidvisa som en politisk motståndare med krita skrev på rådhusdörren i Eksjö". Axel Munthe berättade också att han en gång träffat Alice Tegnér och då frågat henne varför hon hade tagit med nidvisan om Johan Lorentz, vilket talar för att han kände till texten innan han mötte den i Tegnérs visa. Klingberg menar också att av "särskild betydelse är Malcolm Munthes uppgift att nidvisan innehöll 'flera otrevliga verser', ett par ord som han strukit under." Adelborg och Tegnér återger ju bara en strof.
Ytterligare en uppgift talar för att det är Johan Lorentz Munthe som är borgmästaren. I Ottilia Adelborgs anteckningar finns en notering där hon skrivit att borgmästaren är "Anna Norstedts farfar". Anna Norstedt var god vän med Adelborg och syster till Arnold och Axel Munthe samt gift med konstnären Reinhold Norstedt.

## Nidvisan
Nidvisan ska ha haft sin grund i den politiska kampen mellan "hattar och mössor". Johan Lorentz Munthe representerade Eksjö vid riksdagarna 1765–1766, 1771–1772, 1779 och 1786 och var vid de tidigare engagerad i mösspartiet. I visan anges inte alltid platsen för handlingen, men ibland är det till riksdagen i Stockholm som Munthe kommer ridande, ibland handlar det om resan från Eksjö. Ibland antas visan ha skrivits av motståndare i hattpartiet, ibland av anhängare till hovpartiet. Det sägs också att en politisk motståndare i Eksjö som vid Munthes avresa med krita skrev det hånande rimmet på rådhusdörren.

## Källhänvisningar